# اوله رومر
اوله رومر (به دانمارکی: Ole Rømer) اخترشناس دانمارکی و نخستین کسی بود که سرعت نور را اندازه گرفت.

## زندگی
او در شهر بندری آرهوس متولد شد. به کار در آکادمی علمی سلطنتی فرانسه دعوت شده بود تا در آن جا به پسر بزرگ پادشاه، لویی چهاردهم، فیزیک بیاموزد. چندی بعد، اخترشناسان فرانسوی دریافتند که مکان سیارهٔ مریخ در آسمان شب پاریس با آسمان گویان فرانسه (مستعمرهٔ فرانسه در شمال شرقی ساحل آمریکای جنوبی) کمی متفاوت است. آن‌ها با استفاده از این اختلاف منظر فاصله میان پاریس، گویان فرانسه، و مریخ را با روش‌های مثلثاتی به دست آوردند. اخترشناسان مدار سیاره‌ها را از چند دهه پیش تر مطالعه کرده بودند و نسبت‌های فاصله‌های آن‌ها را می‌دانستند. با داشتن فاصله زمین تا مریخ، می‌توانستند فاصله زمین تا سیاره‌های دیگر را هم حساب کنند. افزون بر این، آن‌ها فاصلهٔ میان زمین تا خورشید را هم، که در حدود ۱۵۰ میلیون کیلومتر است، برآورد کرده بودند.
در عین حال رومر، با حمایت‌های مالی پادشاه، تلسکوپی به طول ۳متر ساخت. او با علاقهٔ فراوان مشتری و خطوط سفید و قهوه‌ای روی آن و حرکات سریع یو (یکی از چهار قمر بزرگ مشتری) را رصد می‌کرد. رومر می‌دید که قمر یو ۴ بار در هفته به دورمشتری می‌گردد اما طولی نکشید که متوجه نکتهٔ عجیبی شد؛ زمان حرکت قمر یو به دور مشتری چند ثانیه از یک گردش تا گردش بعدی متغیر بود.
رومر دریافت که درشش ماه پیاپی و در هر ماه، زمان گردش قمر یو ۳/۵ دقیقه بیشتر می‌شود. از این رو، پس از گذشت شش ماه به نظر می‌رسید که یو ۲۲ دقیقه بیشتر از پیش به دور مشتری گشته است. سپس دوباره یو سرعت می‌گرفت. به طوری که تا شش ماه پیاپی در هر ماه به نظر می‌رسید که زمان گردش یو به دور مشتری ۳/۵ دقیقه کوتاه‌تر شده است؛ یعنی ۲۲ دقیقه درشش ماه. آن گاه زمان گردش یوبه دور مشتری برابر با زمان سال پیش می‌شد.
رومر در این که سرعت یو واقعاً تغییر کند تردید داشت و علت این مسئله او را متعجب کرده بود تا این که چیزی به ذهنش رسید؛ تند و کند بودن سرعت یو در هر شش ماه به سبب روی دادن اتفاقی در نزدیکی مشتری یایو نبود، بلکه ازتغییر فاصلهٔ میان زمین و مشتری حین گردش این دو به دور خورشید ناشی می‌شد. هنگامی که مشتری و زمین در دو طرف خورشید قرار می‌گرفتند، نور مشتری و قمرهای آن زمان بیشتری را طی می‌کرد تا به زمین برسد، از این رو نور مسافت بیشتری را برای رسیدن به تلسکوپ رومر می‌پیمود و زمان گردش یو در آن شش ماه ۲۲ دقیقه طولانی‌تر به نظر می‌رسید.
رومر می‌دانست که فاصلهٔ زمین تا خورشید نزدیک به ۱۵۰ میلیون کیلومتر و بنابراین قطرمدارش در حدود ۳۰۰ میلیون کیلومتر است، نور، این فاصلهٔ اضافه را هنگامی که مشتری و زمین در دو طرف خورشید بودند باید طی می‌کرد. هنگامی که آکادمی علمی سلطنتی یافته‌های رومر را در دسامبر سال ۱۶۷۶ میلادی منتشر کرد، این فاصله رابر ۲۲ دقیقه تقسیم و سرعت نور را ۲۱۰۰۰۰ کیلومتر بر ثانیه تخمین زدند؛ سرعتی بسیار زیاد! درحقیقت، سرعت نور بسیار بیشتر از تصورات رومر بود، ۳۰ سال پس از یافتهٔ رومر جیمز بردلی با یافتن میزان انحراف نور با استفاده از تغییر وضعیت ستارگان نسبت به زمین و روش محاسبه‌ای رومر در سال ۱۷۲۶ سرعت نور را محاسبه کرد و عدد سیصد هزار کیلومتر بر ثانیه را به دست آورد.
رومر پس از بازگشت به منزل خود در کپنهاگ ازدواج کرد؛ اخترشناس پیشرو کشور خویش شد؛ و به دانیل فارنهایت، شیشه گر آلمانی، در اختراع دماسنج کمک شایانی کرد. او سرانجام در ۱۹ سپتامبر ۱۷۱۰ میلادی در ۶۵ سالگی درگذشت.